# 学校評議会
学校評議会（がっこうひょうぎかい、School council）とは、現行の幼稚園から高等学校までの学校を、地域社会に対してより開かれたものにしていくために、学校の教職員に地域代表者を交えて話し合いが行われる会議体。地域学校評議会（ちいきがっこうひょうぎかい）という表現を用いることもある。

## 概要
各学校によって学校評議会の権限の幅には開きがある。コミュニティ・スクール（地域運営学校）におかれている学校評議会は、地方教育行政の組織及び運営に関する法律に学校運営協議会の名称で、教育課程を承認する権限などが定められており直接の学校の運営主体となる。また、コミュニティ・スクールでない学校におかれている学校評議会の権限は、地域や学校の事情に応じたものとなっている。
委員は地域住民、児童生徒の保護者等から校長が推挙し、教育委員会が委嘱する。